# José Genoíno

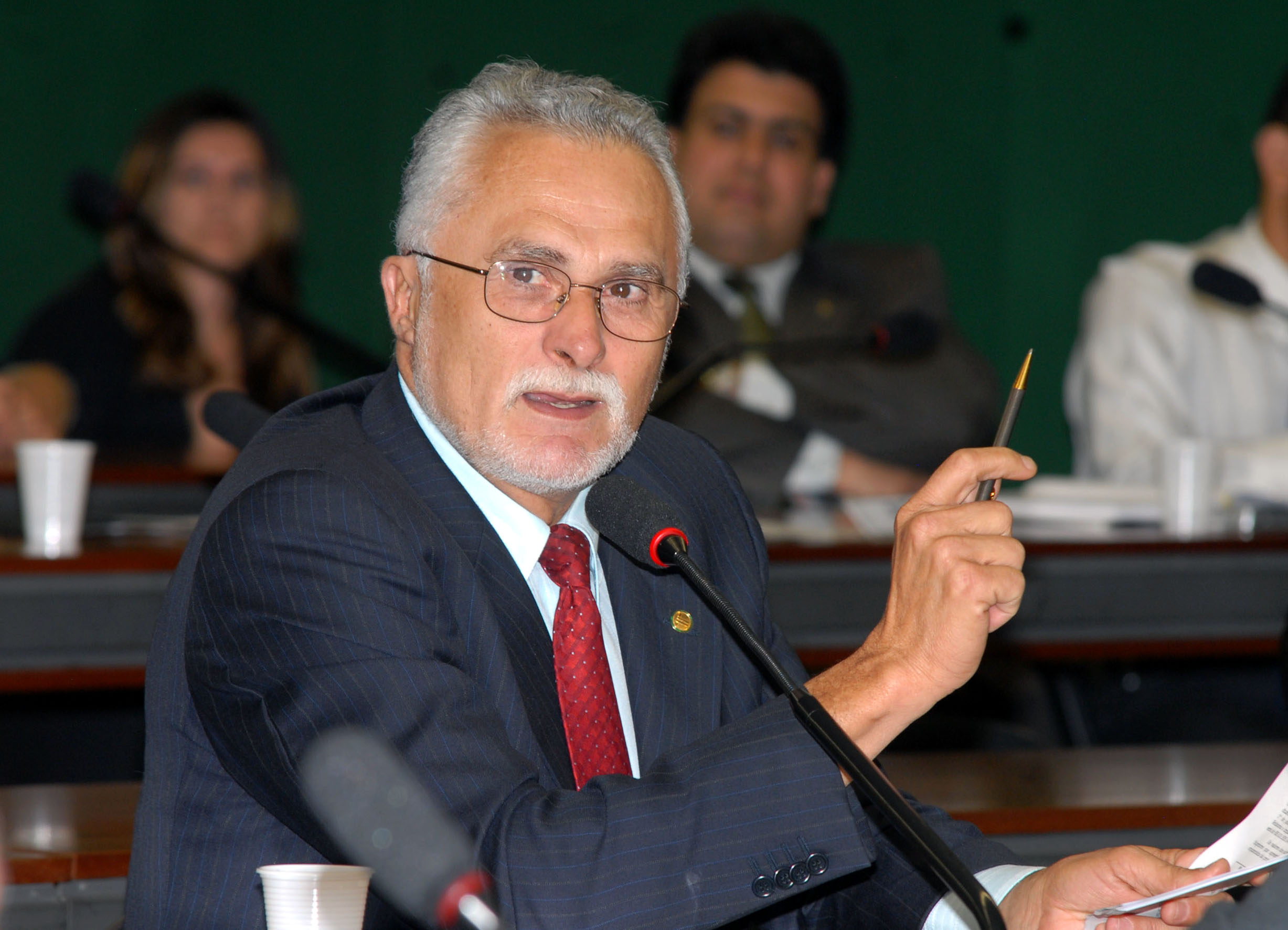
José Genoíno

José Genoíno Guimarães Neto (* 3. Mai 1946 in Quixeramobim) ist ein brasilianischer Politiker.

## Leben
José Genoino Guimarães wurde in Quixeramobim geboren, damals eine ländlich geprägte Gemeinde im Bundesstaat Ceará. Mit 13 Jahren zog er zu einem Pfarrer nach Senador Pompeu, der ihm das Studium finanzierte. Genoino wurde Studentenführer und Mitglied der Nationalen Studentenvereinigung (União Nacional dos Estudantes (UNE)). Nach vier Jahren als Programmierer in Fortaleza trat er mit 22 Jahren 1968 der Kommunistischen Partei Brasiliens (Partido Comunista do Brasil (PC do B)) bei. Selbige stand in der Opposition zur Militärregierung des Landes.
Als diese im Dezember desselben Jahres verboten wurde, tauchte Genoino in São Paulo unter, zumal die PC do B den bewaffneten Widerstand gegen die Militärdiktatur propagierte. Mit der festen Absicht in der Guerrilha do Araguaia zu kämpfen, um das Land in ein kommunistisches zu transformieren, wurde er 1972 festgenommen und verbrachte die folgenden fünf Jahre im Gefängnis. Im Jahre 1979 wurde er begnadigt und war eines der Gründungsmitglieder der Arbeiterpartei (Partido dos Trabalhadores (PT)).
Von 1982 bis 2002 war Genoino, der als enger Vertrauter des ehemaligen brasilianischen Präsidenten Luiz Inácio Lula da Silva gilt, Abgeordneter des Bundesstaates São Paulo im Abgeordnetenkammer des brasilianischen Parlament. Im Jahre 2002 wurde er Präsident der PT. Als Kandidat für den Ministerposten des Verteidigungsministeriums scheiterte er wegen der ablehnenden Haltung verantwortlicher Militärs.
Ende 2002 wurde er zum Präsidenten der Arbeiterpartei gewählt. Am 9. Juli 2005 trat er nach Verdächtigungen, er habe eine zentrale Rolle bei der Bestechung von Abgeordneten durch die Arbeiterpartei gespielt (Mensalão-Skandal), zurück, obwohl er alle Vorwürfe bestritt. Der bisherige Bildungsminister Tarso Genro wurde zu seinem Nachfolger gewählt.
Im Oktober 2012 wurde Genoino gemeinsam mit Lula da Silvas früherem Kabinettschef José Dirceu und Schatzmeister Delubio Soares vom Obersten Gerichtshof zu Gefängnisstrafen von zwei bis zwölf Jahren verurteilt. In dem von brasilianischen Medien als „Jahrhundertprozess“ bezeichneten Verfahren um Geldwäsche, Betrug und Korruption in den Jahren 2002 bis 2005 sind insgesamt 37 frühere Minister, Abgeordnete, Banker und Unternehmer aus dem Einflussbereich der Arbeiterpartei angeklagt. Dirceu, Soares und Genoino sind die ersten ranghohen Politiker in der Geschichte Brasiliens, die vom Obersten Gerichtshof wegen Korruption zu Gefängnisstrafen verurteilt wurden.
Am 15. November 2013 trat Genoino seine Haft an. Am 6. Januar 2014 ordnete die für Genoino zuständige Vollstreckungskammer in Brasília die Zahlung der im Urteil festgesetzten Summe i. H. v. von 468.000 Reais (Tageskurs: € 144.443) an, zu zahlen innerhalb von zehn Tagen. Am 12. August 2014 wurde Genoino nach 1/6 der Gesamtstrafe aus dem halboffenen Vollzug entlassen, um den Rest der Strafe im Hausarrest zu verbüßen.